# مايك سكوت (مقدم تلفزيوني)
مايك سكوت (بالإنجليزية: Mike Scott)‏ هو مقدم تلفزيوني ومنتج تلفزيوني بريطاني، ولد في 8 ديسمبر 1932، وتوفي في 30 مايو 2008.

## وصلات خارجية
- مايك سكوت على موقع IMDb (الإنجليزية)
- مايك سكوت على موقع قاعدة بيانات الفيلم (الإنجليزية)